# Pidotimod
Pidotimod là một chất kích thích miễn dịch.